# La Publicidad (Granada)
La Publicidad fue un periódico español editado en la ciudad de Granada entre 1881 y 1936. La publicación, de ideología republicana y radical, tuvo una larga existencia y continuaría editándose hasta el comienzo de la Guerra civil.

## Historia
Fundado en 1881 por Fernando Gómez de la Cruz —que sería su propietario—, desde sus orígenes fue un diario «popular» de ideología republicana y anticlerical. No obstante, Francisco López Casimiro señala que hasta enero de 1887 fue un mero diario de avisos económicos. Posteriormente adoptaría posturas cercanas al Partido Republicano Radical de Alejandro Lerroux, partido del que Gómez de la Cruz era militante. El historiador Ferrer Benimeli ha señalado que La Publicidad llegó a ser considerado el periódico de la masonería en Granada. Para 1927 tenía una tirada diaria de 9000 ejemplares, siendo uno de los principales periódicos granadinos de la época.
Tras la proclamación de la Segunda República el diario se convertiría en una especie de portavoz local del Partido Radical, aunque sin llegar a ser órgano oficial del partido. El diario siguió publicándose hasta finales de 1936, ya iniciada la Guerra civil. La familia propietaria del periódico se vio obligada a vendérselo a Falange, que lo adquirió a precio de saldo. En las antiguas instalaciones de La Publicidad pasó a editarse el periódico falangista Patria.